# Api d'en Bermejo

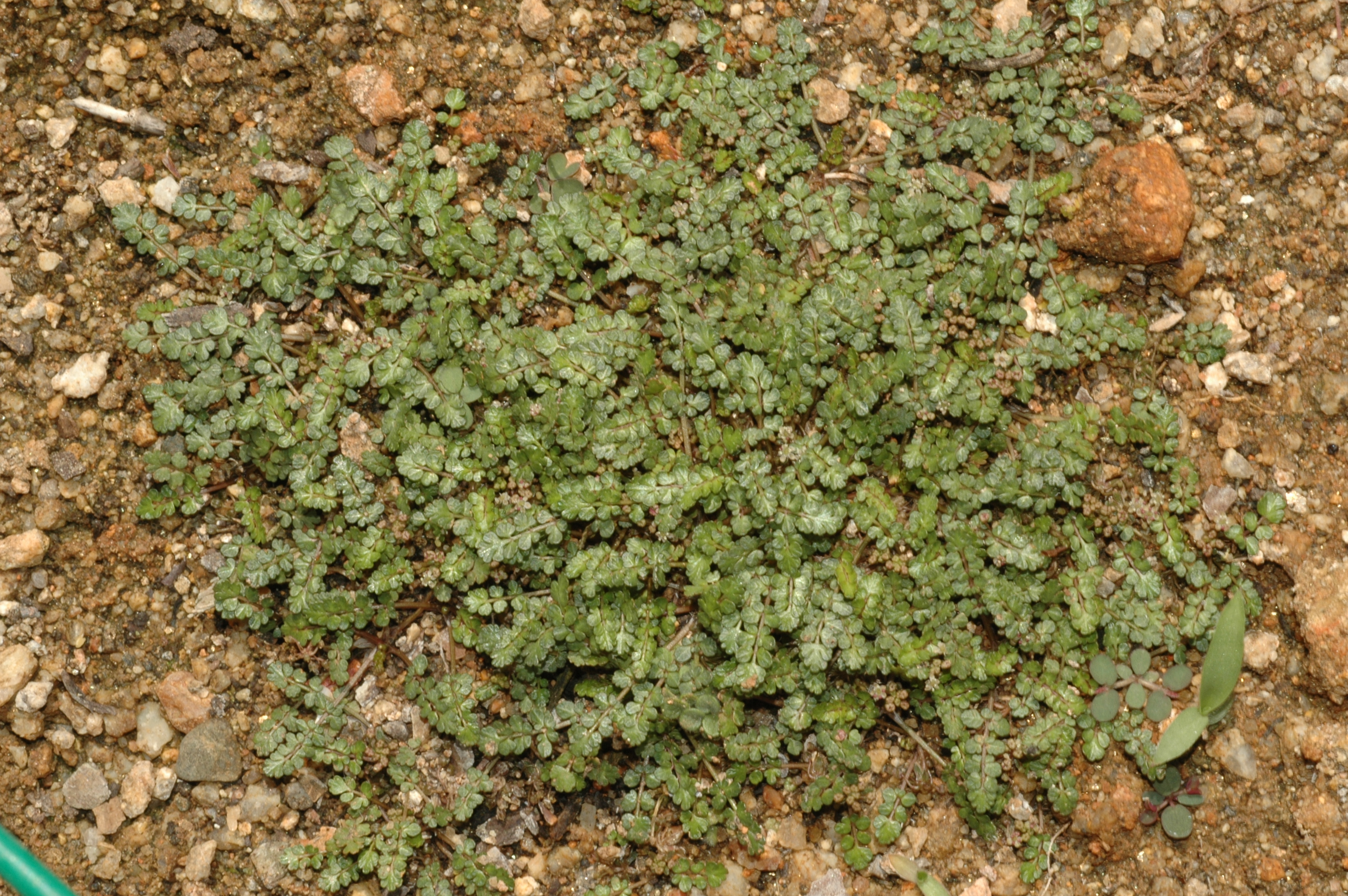
Exemplar d'api d'en Bermejo al Jardí Botànic de Barcelona.

L'api d'en Bermejo (Helosciadium bermejoi), és una espècie de planta amb flors de la família de les Apiàcies. És una espècie endèmica de l'illa de Menorca amenaçada d'extinció descoberta l'any 1979 per l'Andreu Bermejo i descrita el 1982 pel botànic mallorquí Lleonard Llorens.

## Descripció
És una planta herbàcia molt petita. És una herba que creix enganxada al sòl, creixent amb estolons de tal manera que forma petites catifes de fulles que cobreixen el terra. Les fulles estan dividides amb folíols brillants. Forma unes inflorescències en umbel·les, molt petites, amb més o menys deu flors blanques que són realment difícils de veure si no se les coneix. Floreix els mesos de maig i juny, fins al mes de juliol.

## Taxonomia
Va ser descrita per primer cop el 1982 pel botànic mallorquí Lleonard Llorens García dins el gènere Apium i amb el nom d'Apium bermejoi. L'any 2010 els botànics Zoë A. Popper i Mark Francis Watson van moure l'espècie al gènere Helosciadium a causa dels resultats de diferents estudis que demostraven que no compartia les característiques del gènere Apium.

### Sinònims
Aquesta espècie només té un sinònim:
- Apium bermejoi L.Llorens

## Conservació
Aquesta espècie només s'ha trobat de manera natural a una única localització, el cap Negre de la costa nord-oest de Menorca. L'any 2006 va ser inclosa per la Unió Internacional per a la Conservació de la Natura a la llista vermella de les espècies en perill crític d'extinció. La seva introducció al Catàleg Nacional d'Espècies Amenaçades (RD 439/1990) com a espècie en perill d'extinció va comportar l'elaboració d'un pla de recuperació a càrrec del Govern de les Illes Balears.
El pla va comportar l'estudi de possibles llocs adients per introduir la planta i el reforçament de la població natural amb exemplars cultivats. L'any 2004 es va fer una actuació de plantació d'exemplars cultivats a cap Negre, aquesta actuació va ser repetida l'any 2007. Addicionalment l'any 2004 es van plantar 90 exemplars a una localització més al nord, a sa Cudia Nova. Les plantacions van continuar en diferents localitzacions seleccionades fins a l'any 2010.
L'any 2015 es van detectar a una de les plantacions fetes el 2008, la de Mongofra Vell, alguns exemplars amb característiques intermèdies entre Helosciadium bermejoi i Helosciadium nodiflorum, el creixen bord, una altra espècie local. L'híbrid, que va ser anomenat Helosciadium × clandestinum va ser estudiat i posteriorment es va procedir a la destrucció total de la població de Mongofra Vell i també dels exemplars de creixen bord que hi havia a prop de les zones on s'havia introduït Helosciadium bermejoi per tal d'evitar la possibilitat de noves hibridacions.